# Andkhoy
Andkhoy (dari: اندخوی; pashto: اندخوی) er en by i det nordvestlige Afghanistan med et indbyggertal på cirka 39.730 (2022) indbyggere. Byen ligger tæt på grænsen til nabolandet Turkmenistan. Den er hovedby i distriktet Andkhoy, der er beliggende i provinsen Faryab.